# Кар'єра Ругонів
Кар'єра Ругонів, також Щастя Ругонів (фр. Les Rougon-Macquart: La Fortune des Rougon) — роман Еміля Золя, опублікований у 1871 році, перший том серії Ругони-Маккари. 

## Сюжет
Місце дії — вигадане невелике містечко Плассан, що співвідноситься до Екс-ан-Провансу, де Золя провів дитинство та юність, та місту Лорж у департаменті Вар, де в грудні 1851 року відбувалися повстанські події, описані в романі. Книга ставить за мету:
- Як згадує Золя у своїй передмові, це роман про походження. Він знаменує собою початок генеалогії Ругон-Маккарів, яка починається з Аделаїди Фук, відомої як тітка Діде. Своєю чергою вона народила першого сина П'єра Ругона, одружившись з садівником Ругоном. Після смерті чоловіка Аделаїда жила з контрабандистом Маккаром, від якого мала доньку Урсулу Маккар і сина Антуана Маккара. Після смерті Маккара жінка усамітнилася. Троє її дітей дали початок трьом гілкам роду:
  - Ругони, у яких переважає жадібність і апетит до влади,
  - сім'я Муре (Урсула вийшла заміж за капелюшника з таким прізвищем), гілка, в якій часто проявляється психічна крихкість бабусі,
  - Маккари, найбільш тендітна гілка, в якій божевілля Аделаїди змішується з пияцтвом і насильством її коханця;
- Твір відповідає початку Другої імперії, тим часовим рамкам, в яких розгортаються всі романи до «Розгром» (війна 1870 року і розгром Наполеона III). Дія роману «Щастя Ругонів» відбувається в дні після державного перевороту 2 грудня 1851 року: ругони користуються цим переворотом, щоб захопити політичну владу в Плассані;
- Нарешті, він розповідає історію кохання між Сільвером Муре (сином Урсули) і М'єттою, дочкою браконьєра, засудженої до страти. Історія закінчується сумно: двоє молодих людей беруть участь в опорі державному перевороту 2 грудня 1851 року в Провансі; М'єтта гине у ході бою, а Сільвер отримує кулю в потилицю від жандарма. Аделаїда Фуке, яка була свідком цієї сцени, сходить з розуму і потрапляє до божевільні. Їй тоді було 83 роки, але вона дожила до останнього роману (Доктор Паскаль), померши у віці 105 років.

## Історія написання

### Навіювання та підготовча робота
На створення «Щастя Ругонів» його надихнув роман Оноре де Бальзака «П'єрета», темою якого є провінційна боротьба між двома гілками роду: Ругон-Офрей. До кожного свого роману він складав довгу підготовчу справу, не соромлячись, як тільки з'являлися фінансові можливості, виїжджати на місце дії, щоб достовірно описати обстановку. Підготовче досьє складається з різних розділів, які, як і всі досьє, не обов'язково розташовуються в хронологічному порядку.
Перша частина роману включає два географічні нариси, один з яких представляє околиці міста Плассан і маршрут, яким пройшли повстанці, а інший — визначення площа Св. Мітра (фр. aire Saint-Mittre), пустиря в комуні. По кожному з двох ескізів, завдяки численним підчисткам і виправленням, можна побачити, що їхня конфігурація встигла визріти у свідомості автора. Наприклад, суттєво змінено русло річки Ла-Віорн.
Далі в розділі представлено детальний план за розділами. Наразі роман складається з одинадцяти (XI) розділів, тоді як в остаточному рукописі було лише сім (VII). Для кожного розділу передбачено чотири кроки: номер розділу, дата, коли дії відбуваються, важливі моменти та деталізації, необхідні автору для побудови тексту.
Далі Золя подає хронологічне та просторове розташування своїх розділів, які він називає «Дати фактів» («Dates des faits»). Таким чином, автор вказує місце дії розділу, центрального персонажа, дату і, для деяких розділів, тривалість. Також у двох кутах сторінки розміщено календар та короткий виклад подій державного перевороту в Парижі. Цю сторінку Золя, ймовірно, написав ще до свого детального плану, оскільки, крім того, що вона не містить жодних подробиць, тут зустрічаються імена, які не є остаточними: наприклад, Антуан Маккарт названий Антуаном «Макартом», а Плассан — «Роллебуазом».

### Редакція
Після того, як Золя склав свою підготовчу справу до роману, він приступив до написання «Щастя Ругонів». Автор ставить дату на звороті першої сторінки рукопису своїх романів, яка була б датою початку процесу написання. Тут ми знаходимо дату 4 червня 1869 року. Радше за все, що роман мав бути закінчений наприкінці 1869 року, оскільки «Курінь», другий роман циклу, почав писатися на початку наступного року. До цього варто зауважити листування Золя з Едмоном де Гонкуром, датоване 15 липня 1870 року, в якому натураліст повідомляє, що завершує роман «день за днем».

### Публікація
Щастя Ругонів вперше з'явилася як цикл у газеті Le Siècle від 28 червня 1870 року. Хоча перші розділи були готові майже рік тому, «недоброзичливці» не дозволили опублікувати їх раніше. На жаль, публікація була перервана на шостому розділі через початок франко-німецької війни 19 липня 1870 року. За іронією долі, публікація роману Золя про народження Другої імперії була таким чином призупинена війною, яка поклала їй край. Закінчення фейлетонів було надруковано в газеті з 18 по 21 березня 1871 року ; роман тоді називався «Сім'я Ругон».
Роман вийшов друком 14 жовтня 1871 року. Однак, відоме на сьогодні видання — це видання 1873 року. Насправді у 1872 році Жорж Шарпантьє, який взявся за цю роботу, опублікував текст, який був сильно змінений Емілем Золя.

### Критика
Роман не дуже добре продавався, незважаючи на публічність автора та його зусилля зробити свій твір відомим задіюючи коло впливу, яке він створив для себе завдяки своїй журналістській діяльності.

## Цікаві факти
Через піднесення П'єра та Фелісіте Ругон, саме завоювання влади Луї-Наполеоном Бонапартом Золя хоче піддати критиці: П'єр Ругон рятує Плассан від анархії так само як Бонапарт рятує Францію. Золя розвінчує міф про провидця, яким міг бути майбутній Наполеон III.
Варто також відзначити протиставлення типів персонажів: П'єр Ругон і Антуан Маккар, з одного боку, обидва хитруни та маніпулятори, які думають лише про задоволення своїх апетитів (до влади та грошей для першого, до бенкетування і ледарства для другого) і Сільвер, М'єтта і тітонька Діде, з іншого боку, наївні й великодушні.
Золя дуже ніжно змальовує ідилію між двома підлітками: їхні щоденні розмови, бачення один одного лише у відблисках води в колодязі, а також їхня прогулянка дорогою до Ніцци на початку книги, коли вони обидва загорнуті в пальто М'єтти, — чарівні картини.
Але в романі завжди присутня сильна напруга між коханням і смертю: М'єтта, що падає під кулями солдатів, потім Сільвер, який помирає з розтрощеною головою від вогнепального удару, надають твору моменти напруженої емоційності.

## Українські переклади
- Еміль Золя. Кар'єра Ругонів. — Київ:, 1959. — 322 с.
- Еміль Золя. Щастя Ругонів. пер. з фр. Костя Рубинського. Київ: «Дніпро» —196 с.
- Еміль Золя. Твори. — Т. 1—2. /// Кар'єра Ругонів / Пер. з фр. — К:, 1988.
- Еміль Золя. Кар‘єра Ругонів. пер. з фр. Костя Рубинського. К: Знання, 2017. — 383 с.